# Heroes of Might and Magic II: The Succession Wars
Heroes of Might and Magic II: The Succession Wars è un videogioco di strategia fantasy a turni. Creato dalla New World Computing e pubblicato nel 1996 dalla 3DO, è il secondo capitolo della saga Heroes of Might and Magic, e ha avuto un'espansione del 1997 chiamata The Price of Loyalty.

## Modalità di gioco
Lo scopo della maggior parte delle partite è sconfiggere tutti gli eroi nemici e catturare tutte le città, ma in alcuni casi si può vincere semplicemente sconfiggendo un determinato eroe o conquistando una città.
Nella modalità campagna bisogna scegliere quale leader sostenere e condurre le sue truppe di scenario in scenario verso la vittoria finale. Nella modalità scenario si può invece giocare di volta in volta uno scenario completamente nuovo.
Per vincere il giocatore può assegnare le truppe acquistate nei suoi castelli ad un eroe, il quale le potrà usare per assicurarsi nuove risorse, sconfiggere gli eroi nemici e conquistare nuovi castelli.
L'eroe può inoltre lanciare magie nelle battaglie e acquisire artefatti che aumentano la sua forza e quella dei suoi soldati. 
In Heroes II il giocatore può controllare 6 diverse razze: Cavaliere, Strega, Mago, Barbaro, Negromante e Guerriero. Gli eroi del Cavaliere e del Barbaro tendono più alla forza fisica nelle battaglie, mentre gli eroi delle altre razze utilizzano più le magie.
La grafica è bidimensionale e il sonoro è stato interamente composto da Paul Romero.

## Trama
Nel finale canonico di Heroes of Might and Magic I Lord Morglin Pugno di ferro era riuscito a consolidare il suo potere, sconfiggendo tutti i suoi nemici ed eliminando ogni dissenso. Negli anni successivi, egli guidò con successo una serie di campagne militari che permisero di riunificare in un unico regno tutti i popoli del continente di Enroth. Dopo 25 anni di pace, il vento della guerra tornò a soffiare su Enroth. Alla morte del re, i suoi due figli, Archibald e Roland, si contesero il potere e la corona, portando il paese in uno stato di guerra civile. Archibald decise di sbarazzarsi del fratello e orchestrò un piano diabolico che costrinsero Roland all'esilio; a quel punto il principe usurpatore si proclamò nuovo re, mentre Roland organizzava un movimento di resistenza clandestina. Durante il gioco si affronteranno due campagne: una dalla parte di Archibald (che potrà usare le tre città di orientamento malvagio), mentre l'altra permetterà di affrontare la guerra dal punto di vista di Roland (che userà le tre città dei "buoni").
Se Archibald è vittorioso, la ribellione di Roland è schiacciata, il principe viene arrestato e imprigionato in una fortezza, e Archibald diventa l'incontrastato signore di Enroth. 
Il finale canonico, invece, permette di assistere alla vittoria di Roland, con Archibald trasformato in pietra da Tanir, il mago di corte e amico personale di Roland. Questo evento fa riferimento a Might and Magic VI: Il mandato dal cielo, in cui Archibald infine viene liberato della magia che lo aveva imprigionato.

## Campagne
La prima campagna si articola in 10 missioni e vede il giocatore nelle vesti di un fedele vassallo del Principe Roland. I suoi primi incarichi consistono nel liberare dal dominio dei baroni di Archibald una fertile regione agricola, in modo da garantirsi il sostegno finanziario per condurre la guerra. Nelle battaglie successive, Roland cercherà di strappare al fratello il controllo della provincia di Carator, una regione montuosa con molte miniere e ricca di risorse con cui sostenere le forze della resistenza; per realizzare questa operazione Roland stringerà amicizia con il Re dei Nani Roklin il cui popolo viene perseguitato dai maghi di Archibald che vogliono rubargli i loro tesori. Le missioni seguenti avviano la campagna offensiva dei ribelli che conquistano nuovi alleati, posizioni strategiche e sconfiggono le milizie dei servi dell'usurpatore. Gli ultimi due scenari concludono la guerra: il generale nemico Corlagon è arrestato e la roccaforte di Archibald espugnata.
La seconda campagna include 11 missioni e permette al giocatore di servire Archibald nel suo tentativo di distruggere la resistenza.
I primi obiettivi serviranno ad Archibald a rafforzare il suo potere sul regno: ordina l'eliminazione di alcuni feudatari ribelli e la conquista delle tribù barbare della regione di Krashaw che diventeranno parte del suo esercito. Nelle due missioni seguenti il Re vuole che i nani siano puniti per il loro tradimento (in quanto hanno stretto alleanza con Roland) e desidera aiutare i Negromanti nella loro lotta contro la gilda dei maghi. Nelle missioni successive l'esercito del re sferra una serie di attacchi alla resistenza. conquista la valle di Lorendale, reprime nel sangue una rivolta contadina e sgomina le milizie dei conti al servizio di Roland. Infine le forze dell'usurpatore assediano e conquistano l'ultima base della resistenza sconfiggendola definitivamente.

## L'Espansione:The Price of Loyalty
Aggiunge quattro nuove campagne, nuovi artefatti, nuovi scenari, nuovi edifici e un editor di mappe migliore. 
Trama e Campagne
Il nuovo sovrano di Enroth deve vedersela con il Visconte Kraeger - un compagno della vostra giovinezza e un importante comandante di stanza nelle provincie settentrionali del regno - che ha deciso di ribellarsi apertamente al Re. Anche se Kraeger non ha sufficienti uomini per conquistare il trono, ha intrapreso la ricerca di un leggendario artefatto che gli concederebbe un tale potere sufficiente per spazzare via l'intero esercito di Enroth. 
Durante le prime missioni, il vassallo del re e le sue armate sconfiggeranno la milizia di Kraeger e ristabiliscono l'ordine nelle provincie del nord. Negli scenari successivi, il giocatore inseguirà il visconte che tenterà di radunare i tre pezzi dell'artefatto: il primo, tra i monti Darkscaleviene recuperato dal vassallo, il secondo, posto sull'Isola di Glave, cade nelle mani di Kreager, mentre il terzo è nel cuore delle terre gelate del nord difeso da orde di barbari selvaggi. Dopo aver catturato il traditore e aver recuperato gli ultimi pezzi della reliquia, si scopre, grazie ai poteri dell'arcimago Tanir, che in realtà Kraeger non era altro che una marionetta nelle mani dei veri colpevoli della rivolta: la Gilda dei Negromanti. Il re grazia Kraeger, non riconoscendolo traditore in quanto non cosciente delle sue azioni e ordina l'immediata distruzione del santuario dei traditori. Il re è soddisfatto del recupero dell'artefatto e della sconfitta dei suoi nemici e decide di ringraziare il suo vassallo donandogli le terre e i possedimenti di Kreager che, in ogni caso, agli occhi del popolo è apparso come uno sciacallo traditore: questo è il prezzo della fedeltà.
La seconda campagna disponibile nell'espansione narra le vicende di un servo di Lord Alberon che durante una tempesta scopre il covo dei pirati che hanno tormentato per anni le terre costiere del suo signore; tuttavia egli scopre che il capo dei pirati non è altri che la sua amata sorella, da cui era stato diviso durante l'infanzia. La campagna prevede due finali: uno in cui il giocatore sconfigge i pirati e consegna sua sorella alla giustizia del suo signore, l'altro prevede di schierarsi con il proprio parente e scatenare un attacco al castello di Lord Alberon che viene così ucciso. Qual è il prezzo della fedeltà?
La terza campagna giocabile mette i giocatori nelle veste di una compagnia di maghi che parte alla ricerca della mitica Fonte della magia: durante il viaggio però vengono osteggiati da altri stregoni che vogliono il potere misterioso della fonte con cui governare il mondo!
La quarta e ultima campagna del gioco permette di rivivere le vicissitudini del Regno di Jarkonas , esistito molto tempo prima della formazione del regno-continente di Enroth. Nel primo scenario il barbaro Jarkonas riunirà sotto il suo comando tutte le tribù della sua terra che poi riorganizzerà in un forte e prospero regno. Sotto il regno di Jarkonas III ha inizio la guerra con il paese confinante, il regno di Harondale, che proseguirà anche sotto il comando della regina Gledria II e terminerà solo grazie all'intervento del re Jarkonas VI, con la presa di Ivory Gates